# Martin Heidegger

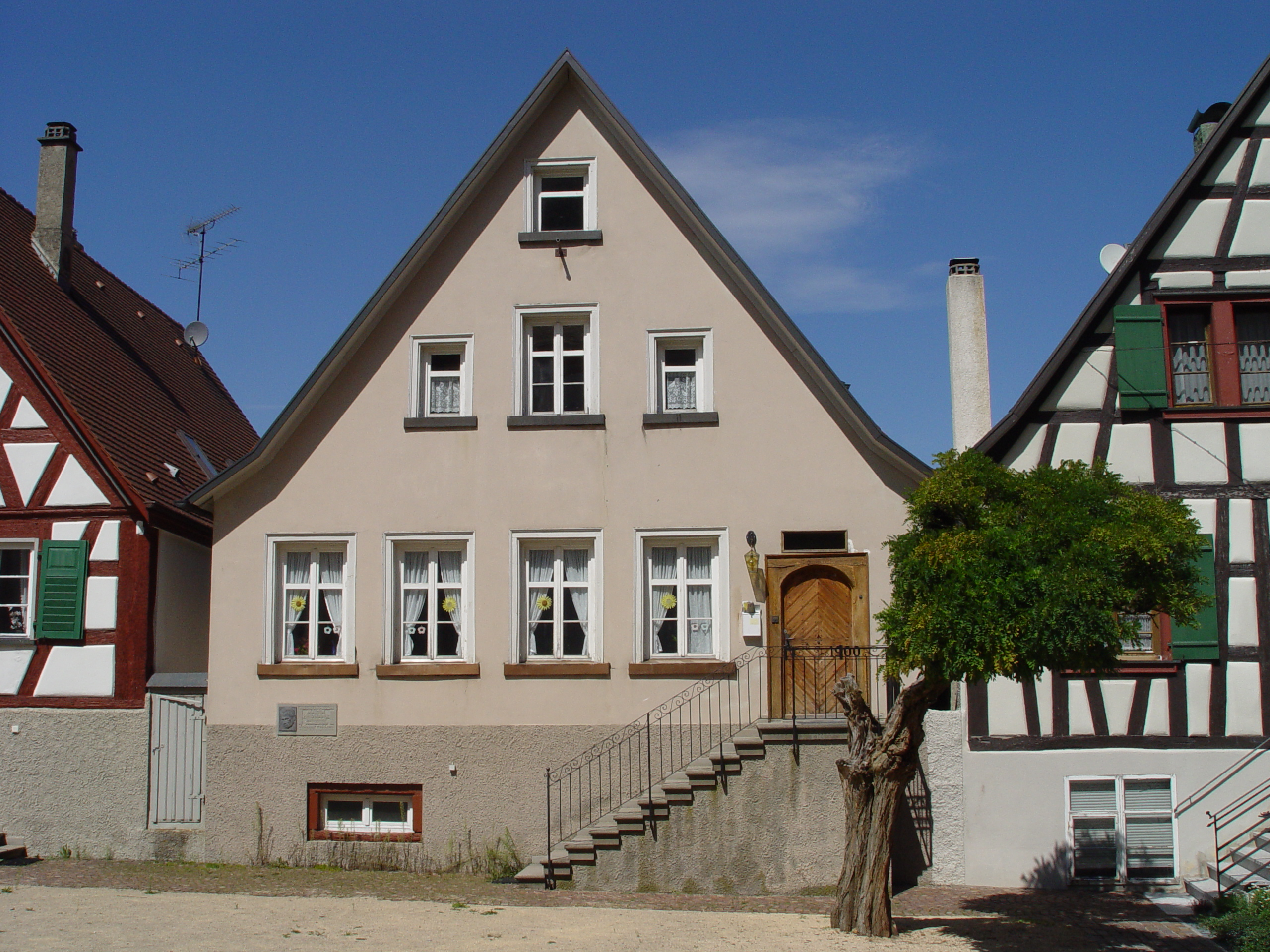
Mesmerhaus ở Meßkirch, nơi Heidegger lớn lên

Martin Heidegger (26 tháng 9 năm 1889 – 26 tháng 5 năm 1976, phát âm[ˈmaɐ̯tiːn ˈhaɪ̯dɛgɐ]) là một triết gia Đức. Ông chịu ảnh hưởng của nhà triết học Franz Brentano. Sau khi nghiên cứu, ông quyết định tìm hiểu ý nghĩa của khái niệm tồn tại và cấu trúc bản thể của tồn tại người. 

## Tiểu sử
Năm 1916, Heidegger được nhận bảo trợ từ triết gia hiện tượng học Edmund Husserl. Từ 1918-1923, ông trở lại đại học Freiburg với tư cách là một trợ lý cao cấp (được trả lương) của Husserl. Năm 1923, ông được bầu vào chức vị giáo sư xuất sắc về triết học tại Đại học Marburg. Năm 1927, Heidegger trở thành giáo sư đầy đủ của Đại học Marburg. Sau khi Husserl nghỉ hưu năm 1928, Heidegger nhận chức Trưởng khoa triết học ở Đại học Freiburg, bất chấp lời phản đối từ Đại học Marburg.
Heidegger gia nhập Đảng Quốc xã vào năm 1933, cùng năm này ông trở thành Hiệu trưởng của Đại học Freiburg. Với tư cách là Hiệu trưởng, Heidegger đã ra mặt can thiệp cho ba giáo sư gốc người Do Thái không bị sa thải. Tuy nhiên, ông ta cũng từ chối hỗ trợ tài chính cho các sinh viên không phải là người Aryan. Năm 1934, Heidegger đã từ bỏ chức vụ Hiệu trưởng, có thể vì áp lực từ các giảng viên, những người đã phẫn nộ với ảnh hưởng của Đức Quốc xã; nhưng cũng có thể Heidegger nghĩ rằng Đức quốc xã sẽ đồng ý với ông về mặt triết học, nhưng khi nhận ra rằng họ không phải là những người trí thức, ông ấy đã bỏ đi.
Năm 1935, một trong những sinh viên của ông nhớ lại rằng, khi đảng Quốc xã tổ chức một loạt các buổi giáo dục chính trị bắt buộc, Heidegger đã kéo một sinh viên đang phát biểu xuống khỏi sân khấu (“Kiểu nói lắp bắp này sẽ dừng lại ngay lập tức !” - ông được cho là đã hét lên như vậy) và thay thế anh này bằng một diễn giả nói về Sigmund Freud.
Heidegger vẫn là một thành viên của đảng Quốc xã cho đến năm 1945, mặc dù đã ở bên lề các sinh hoạt tổ chức. Sau chiến tranh, trong chỗ riêng tư Heidegger nói rằng việc tham gia Quốc xã là “một sự ngu ngốc lớn nhất trong cuộc đời của tôi”. Hannah Arendt, một người tình của Heidegger trong nhiều năm, bà ấy nói rằng chủ nghĩa phát xít của ông ấy như là một “cuộc đào tẩu” - một suy nghĩ bần cùng thông qua nỗ lực muốn “‘can thiệp’ vào thế giới các vấn đề của con người.”
Sau chiến tranh, một số sinh viên và đồng nghiệp gốc người Do Thái của Heidegger tuyên bố rằng ông không phải là người chống chủng tộc Do Thái. Nhưng Heidegger chưa bao giờ thực sự xin lỗi vì là một đảng viên Quốc xã; thậm chí ông không bao giờ trực tiếp và công khai đề cập đến thực tế của Holocaust cho khi ông qua đời. Heidegger có hai con trai tham gia quân đội và đều bị người Nga bắt làm tù binh.
Heidegger làm việc ở đại học Freiburg trong phần lớn thời gian còn lại của cuộc đời, từ chối lời mời từ các trường đại học khác, bao gồm cả một lời mời từ Đại học Berlin danh tiếng. Trong số các sinh viên của ông tại Freiburg có Herbert Marcuse (1898 - 1979), Ernst Nolte (1923 -) và Emmanuel Levinas (1906 - 1995).
Một số tác phẩm tiêu biểu của ông: "Tồn tại và thời gian" đây là tác phẩm đã đưa ông trở nên nổi tiếng được xuất bản năm 1927; " Kant và vấn đề siêu hình học"; "Nhập môn siêu hình học" (1935); " Học thuyết Platon về chân lý" (1942); "Bức thư về chủ nghĩa nhân đạo" (1947); "Những con đường rừng" (1950); Những bài thuyết trình và những bài viết (1952); "Tư duy là gì" (1954); "Nietzsche" (1961);….

## Bản thể luận của Heidegger
Bản thể luận của Heidegger là học thuyết về tồn tại con người, về cấu trúc của tồn tại con người.
Heidegger cho rằng, triết học châu Âu trước đó chỉ đặt ra vấn đề hiện hữu nói chung và sự hiện hữu tối cao là Chúa, chứ không đặt ra vấn đề: thông qua cái gì mà tất cả mọi sự hiện hữu mới có thể là hiện hữu? Tức là triết học truyền thống đã không đặt ra vấn đề tồn tại người.
Heidegger cho rằng tồn tại người là xuất phát điểm, là hiện thực đầu tiên có tính thứ nhất. Khác các hiện hữu khác, tồn tại người là một hiện hữu ý thức được sự hiện hữu của chính mình, tức là có khả năng nhận thức, khả năng tự hỏi về vấn đề hiện hữu. Tồn tại không phải là các sự vật và nó cũng khác hiện hữu. Tồn tại người là nền tảng, là nguồn gốc của toàn bộ hiện hữu.
Nếu đối tượng nghiên cứu của bản thể luận truyền thống là vật thể, hay cao hơn nữa là Chúa trời thì đối tượng nghiên cứu của bản thể luận chính là tồn tại. Theo Heiderger tồn tại chính là cái định đoạt sự vật như là sự vật, là cái trên cơ sở đó sự vật đã được hiểu.
Trong các vật thể, con người là một loại đặc biệt. Sự đặc biệt đó, theo Heiderger là do trong sự tồn tại của con người có sự hiện diện sự hiểu biết về tồn tại. Chỉ trong sự tồn tại của con người mới tiềm ẩn một sự hiểu biết về tồn tại. Nó thể hiện trong cách sống của con người, trong cách con người liên hệ với các vật thể khác.
Heidegger phân biệt hiện hữu là khác với tồn tại, hiện hữu là một cái gì đó được hình thành và có được bằng một cách nào đó.
Bản thân hiện hữu có tính hữu hạn và tính đặc thù. Hiện hữu có nền tảng là tồn tại người. Hiện hữu là đối tượng của các khoa học tự nhiên (vật lý, hóa học, sinh học…) và các khoa học xã hội nhân văn (sử học, xã hội học, nhân học…), trong khi đó chỉ có tồn tại người mới là đối tượng của triết học.
Xuất phát từ quan niệm như vậy về tồn tại và hiện hữu, Heidegger đã đi đến phê phán triết học châu Âu sau Socrate. Ông cho rằng triết học sau Socrate đã không phân biệt được sự khác nhau giữa tồn tại người với sự hiện hữu của các sự vật khác. Nó coi tồn tại người cũng giống như tồn tại của các sự vật khác, nó đã đồng nhất tồn tại và hiện hữu với nhau. Và như vậy, quan niệm cũ đó đã đưa đến quan niệm sai lầm về con người, coi con người là một con vật thuần túy sinh học.
Nét đặc trưng cơ bản của tồn tại người là siêu việt, theo Heiderger thì sự siêu việt này đặc trưng bởi sự tồn tại trong thế giới. Mọi mối liên hệ giữa con người với vật thể và đồng loại có được là do sự siêu việt này thế nên con người không phải là "chủ thể" tư duy, đứng ngoài quan sát và nhận biết thế giới bên ngoài mà con người, trong sự tồn tại của mình với tư cách là tồn tại trong thế giới đã luôn ở trong, hóa nhập với thế giới đó.

## Heidegger về siêu hình học

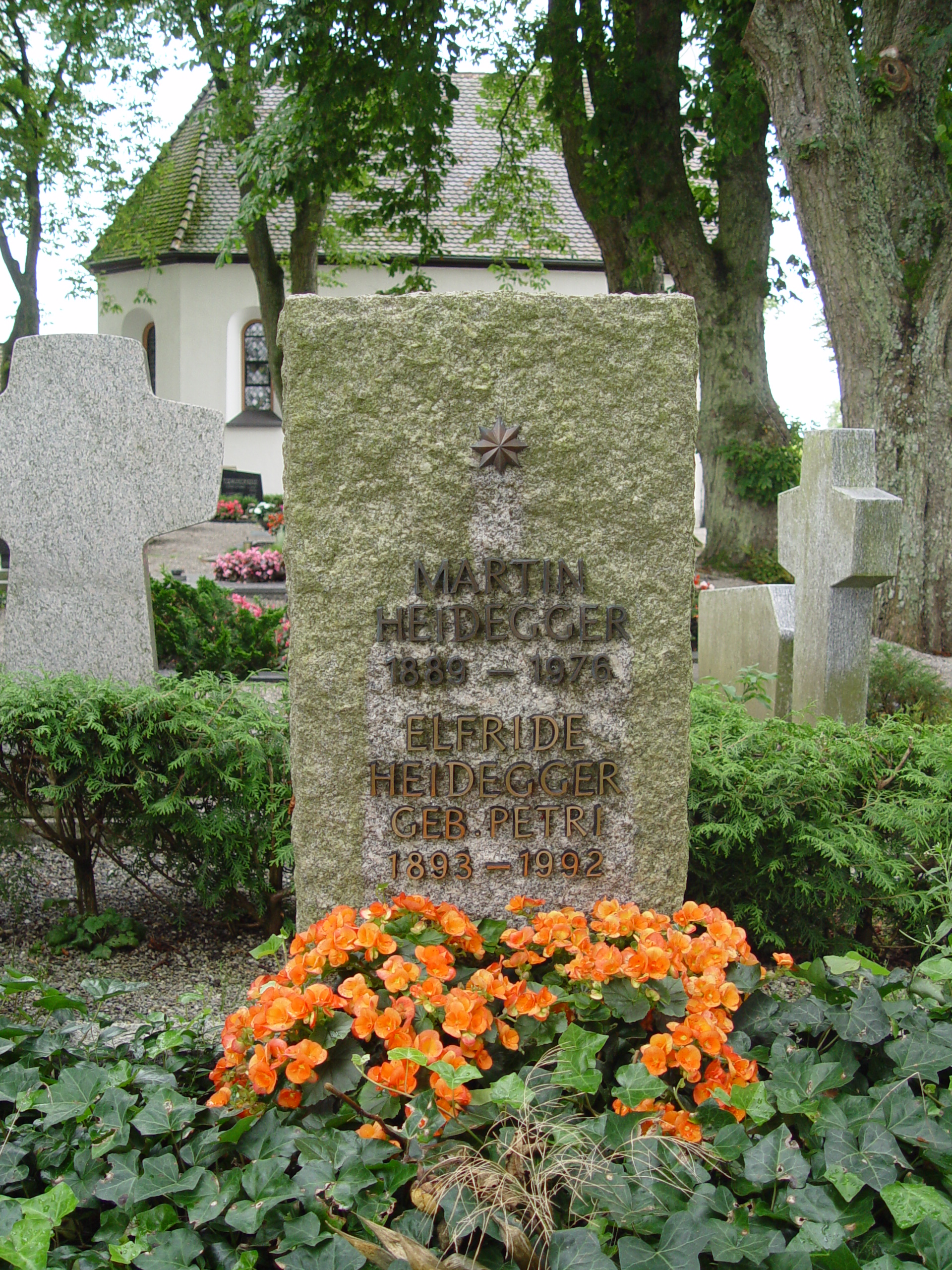
Phần mộ của Heidegger ở Meßkirch

Sự phê phán đối với siêu hình học truyền thống: siêu hình học không chỉ là phương thức tư duy hay quan điểm triết học mà nó còn là phương thức tồn tại của nhân loại, phương thức quan hệ của con người với thế giới, con người với con người, nó không chỉ là quan niệm mà còn là lối sống, phương thức sống.
Phương thức tồn tại của con người đã quy định đặc trưng của cả thời đại lịch sử, trong đó con người hướng đến chinh phục thế giới coi mình là chúa tể của muôn loài. Vì vậy, siêu hình học, theo Heidegger là nguồn gốc của toàn bộ nền văn hóa châu Âu hiện đại cũng như phương thức sống hiện đại. Là cơ sở cho khoa học và kỹ thuật hiện đại.
Song, Heidegger cho rằng đối tượng của siêu hình học truyền thống không phải là tồn tại mà là hiện hữu. Triết học châu Âu truyền thống đã không phân biệt được điều này. Siêu hình học truyền thống đã đồng nhất tồn tại người với sự vật khác.
Điều đó tất yếu dẫn đến quan niệm sai lầm về con người, coi con người chỉ là con vật thuần túy, như những đồ vật khác. Vì vậy, Heiderger đòi hỏi phải nghiên cứu vấn đề tồn tại và bản thể luận trước khi có thể bản đến khoa học, bởi vì không có con người sẽ không có tồn tại sẽ không có hiện hữu. Và triết học trong suốt 2000 năm qua đã lãng quên tồn tại người.
Heidegger cho rằng, siêu hình học có nguồn gốc từ Platon và Parmenide, những nhà siêu hình học đầu tiên đã đồng nhất tồn tại và tư duy, biến hư vô trở thành khái niệm logic.
Theo Heidegger thời kỳ tiếp theo trong sự phát triển của siêu hình học là triết học tôn giáo thời trung cổ.
Thời cận đại có siêu hình học của Descartes, Spinoza, đặc biệt là Leibnitz, người đã đưa ra nguyên lý quan trọng nhất của siêu hình học: quy luật nền tảng. Theo đó, không cái gì tồn tại lại không có nền tảng.
Tiếp theo là siêu hình học Cổ điển Đức, đặc biệt là của Hegel với nguyên lý về sự phản tư.
Cuối cùng, siêu hình học kết thúc ở Nietzsche, khi ông nói đến cái chết của Thượng đế và đưa ra chủ nghĩa hư vô, tầm thường hóa mọi giá trị. Heidegger cho rằng, sự kết thúc bằng chủ nghĩa hư vô không phải là ngẫu nhiên, nó chính là hậu quả của việc triết học truyền thống châu Âu đã lãng quên tồn tại.
Trên cơ sở phê phán và tìm ra điểm sai lầm của siêu hình học châu Âu truyền thống, Heidegger đặt ra nhiệm vụ trung tâm của nhân loại là khắc phục chủ nghĩa hư vô và siêu hình học. Nhiệm vụ này có ảnh hưởng đến số phận của nhân loại.
Để khắc phục điều đó, phải trở về với các khái niệm khởi đầu chưa thực hiện của nền văn hóa châu Âu từ thời Socrate, trở về trước khi mà tồn tại vẫn chưa bị lãng quên và lặp lại khái niệm ban đầu của nó.
Điều đó là có thể thực hiện được, bởi vì, trong suốt thời đại đã quên tồn tại nhưng nó vẫn sống trong lòng nền văn hóa đó, ngôn ngữ đó. Heidegger cho ràng "ngôn ngữ là nơi trú ngụ của tồn tại". Chỉ cần phải học bằng cách lắng nghe ngôn ngữ, cho phép nó nói thì có thể nghe thấy được cái mà con người hiện đại không thể nghe thấy.
Heidegger phê phán thái độ hiện tại đối với ngôn ngữ, xem nó như công cụ, đồng nhất nó với tiếng nói, với một phần của thể xác con người, với một cái gì đó mang tính vật chất có thể sờ thấy được, hoặc biến ngôn ngữ từ chỗ là nơi trú ngụ của tồn tại ban đầu ở tất cả các dân tộc thành một đối tượng đơn giản, thành hiện hữu bên cạnh bất cứ hiện hữu nào khác.
Heidegger phê phán việc ngôn ngữ bị kỹ trị hóa trở thành phương tiện truyền thông, trong ý nghĩa ấy, ngôn ngữ với tư cách là tiếng nói, chuyện kể, thơ ca….đã hoàn toàn bị chết. Như thế, cùng với cái chết của ngôn ngữ đã làm mất đi sự liên hệ cuối cùng giữa con người hiện đại và văn hóa của họ với tồn tại. Đó là mối nguy cơ lớn nhất mà siêu hình học mang đến.
Ông bác bỏ việc tư duy bằng khái niệm. Theo ông, phải tái tạo ngôn ngữ tiền logic, trước khi bị phân tích. Ngôn ngữ đó gần với ngôn ngữ của nhà thơ. Bởi vì, theo ông, ngôn ngữ tiếp tục sống trước hết ở trong các tác phẩm của các nhà thơ vĩ đại, những người có thể lắng nghe tiếng của ngôn ngữ. Do đó, ông nghiên cứu rất nhiều tác phẩm của các nhà thơ nổi tiếng mà ông yêu mến.
Như vậy, theo Heidegger có thể khắc phục siêu hình học và chủ nghĩa hư vô bằng cách liên hệ với tồn tại, lắng nghe ngôn ngữ nói trong các tác phẩm của các nhà thơ vĩ đại.